# Brüder Lumière

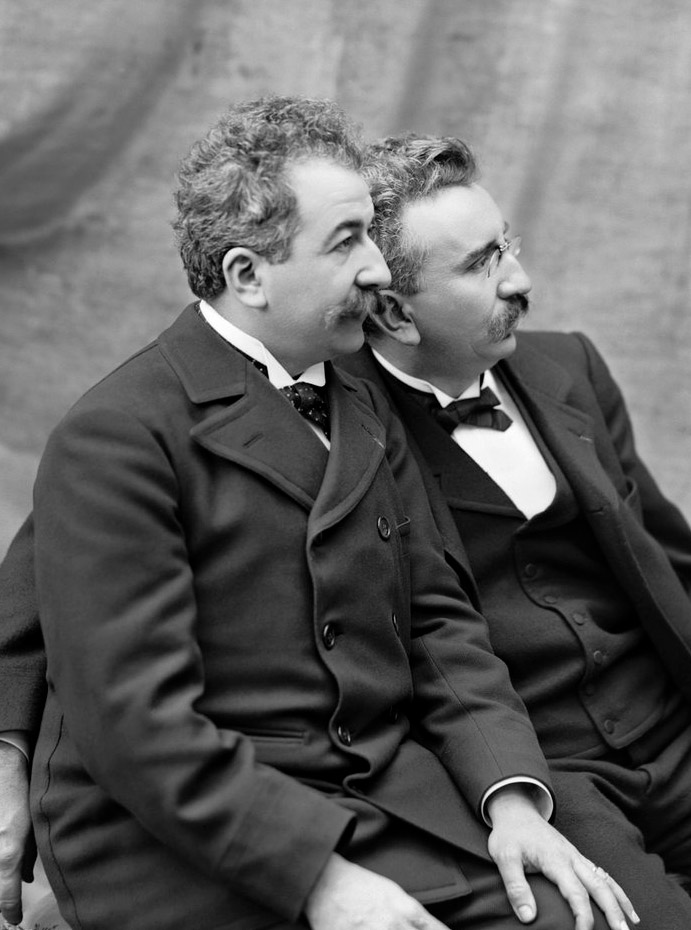
Auguste und Louis Lumière

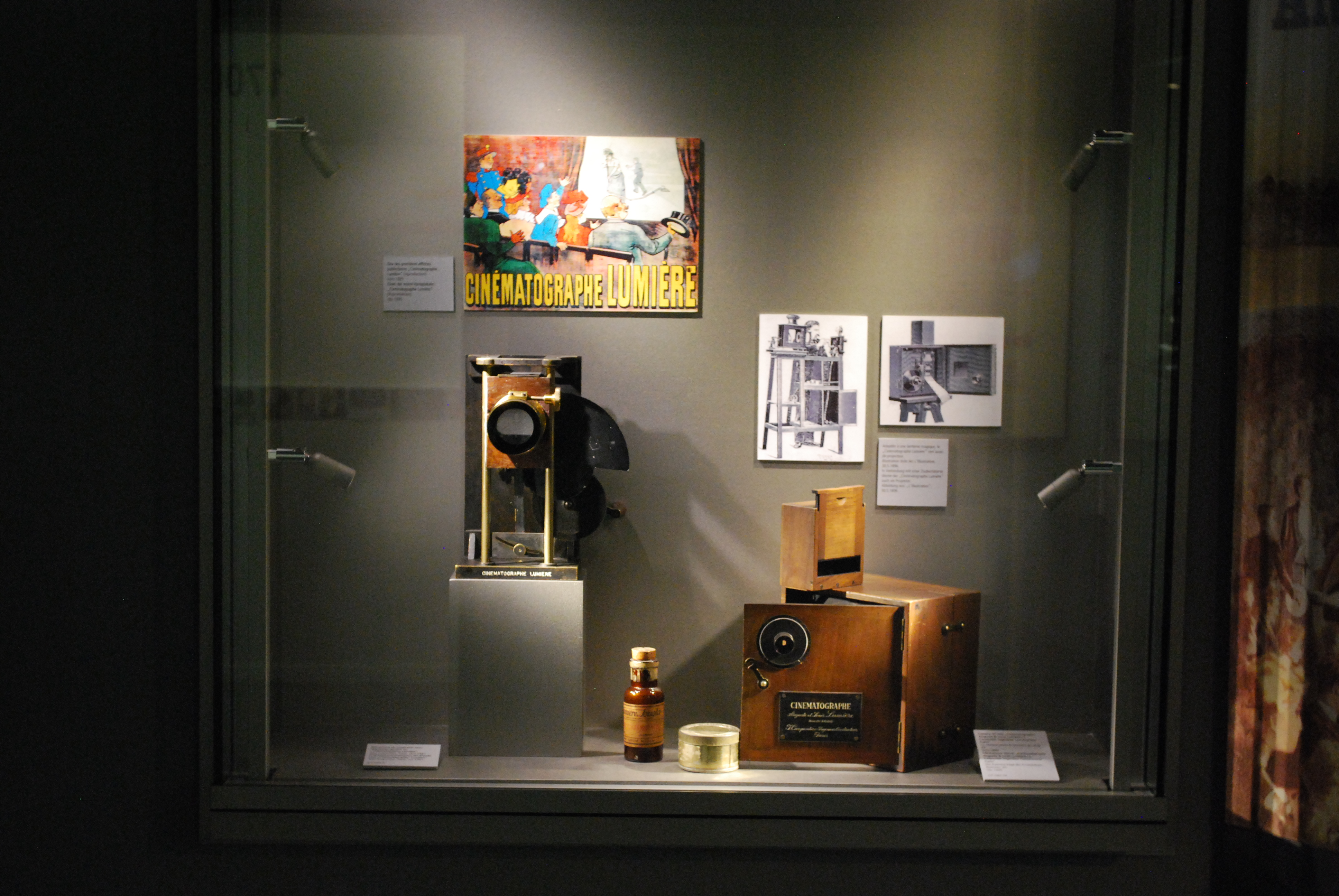
Der Cinématographe

Die Brüder Lumière waren Auguste Marie Louis Nicolas Lumière (* 19. Oktober 1862 in Besançon; † 10. April 1954 in Lyon) und Louis Jean Lumière (* 5. Oktober 1864 in Besançon; † 6. Juni 1948 in Bandol, Département Var). Sie waren Fotoindustrielle. Sie sind die Urheber des Projektes Domitor, später Cinématographe, in Anlehnung an Edisons Guckkasten auch als Kinétoscope de projection bezeichnet.

## Werk und Bedeutung
Ihr Vater Claude Antoine Lumière (1840–1911) erlernte beim Maler Auguste Constantin den Beruf des Schriftenmalers. 1860 machte er sich in Besançon selbständig. Bald wurde er von der sich verbreitenden Fotografie angezogen. 1870 zog die Familie nach Lyon. Lumière war erfolgreich als Porträtfotograf. Er versuchte sich in der Herstellung von Gelatine-Trockenplatten, überließ die Lösung des Problems jedoch seinem Sohn Louis. Nach fünf Monaten lag eine empfindlichere Platte als die bis dahin erhältlichen vor. Nach und nach verlangten Fotografen dieselbe, bis 1882 Louis und Auguste gemeinsam die Fabrikation von fotografischen Platten aufnahmen, das Geschäft, welches Vater Lumière im Auge hatte. 1894 stellten die Lumière-Brüder etwa 15 Millionen Fotoplatten her und hatten 300 Arbeiter angestellt. In jenem Jahr fand auch die Berührung mit dem amerikanischen Kinetoskop statt, wie Charles Moisson schrieb, Chefmechaniker der Fabrik in Lyon-Monplaisir.

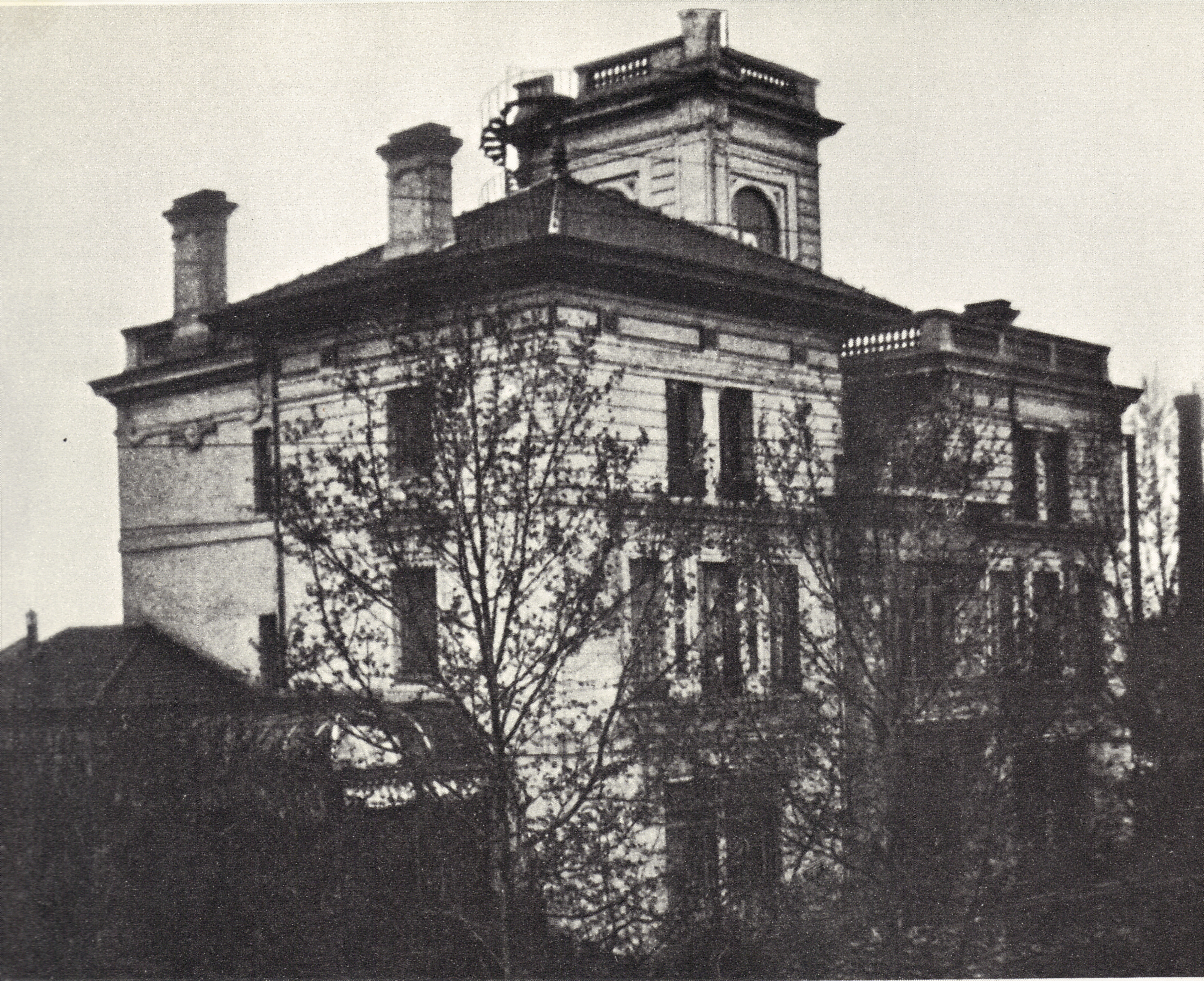
Die Doppelvilla von Auguste und Louis Lumière in Lyon, mit gemeinsamem Stiegenhaus

Die Brüder Lumière führten mit dem Cinématographe am 22. März 1895 vor einem geschlossenen Publikum in der Société d’encouragement pour l’industrie nationale eine Fassung des Films Arbeiter verlassen die Lumière-Werke vor. Die nächste Vorführung fand am 10. Juni 1895 am „Congrès des Sociétés photographiques de France“ mit acht Kurzfilmen statt, darunter Place des Cordeliers à Lyon, Schmiede an der Arbeit, Bébé beim Fischfang, Eine Feuersbrunst und Babys Frühstück.
Am 28. Dezember 1895 fand im Grand Café am Boulevard des Capucines in Paris die erste öffentliche Filmvorführung Frankreichs vor zahlendem Publikum statt, in der Angestellte der Brüder Lumière mit dem Cinématographe zehn selbstgedrehte Kurzfilme zeigten, darunter Arbeiter verlassen die Lumière-Werke und Der begossene Gärtner. Insgesamt dauerte die erste Filmvorführung 20 Minuten und bestand aus elf Filmen, die jeweils eine durchschnittliche Länge von einer Minute hatten.
Dort wurde auch der Streifen Die Ankunft eines Zuges auf dem Bahnhof in La Ciotat gezeigt. Der Abend endete angeblich damit, dass Zuschauer das Café aus Panik fluchtartig verließen, weil sie glaubten, der Zug werde gleich in das Café fahren. Allerdings gilt dies als moderne Sage und Ausschmückung zu Werbezwecken. Der Überraschungseffekt des Films, so hat stattdessen der Medienwissenschaftler Johannes Binotto in Anlehnung an den Filmhistoriker Tom Gunning argumentiert, dürfte vielmehr in der Attraktion des neuen Mediums selbst gelegen haben: „Was das Publikum der Lumières erlebte, war nicht die Furcht vor einem realen Zug, sondern der Schrecken angesichts eines offensichtlich irrealen und zugleich doch erstaunlich realistischen Abbilds.“ Im Publikum war auch der Theaterbetreiber und spätere Film-Pionier Georges Méliès. 
Die erste Aufführung außerhalb von Paris fand am 1. März 1896 in den Galeries Royales Saint-Hubert in Brüssel statt. Danach fanden regelmäßige Vorführungen mit jeweils acht bis zehn Filmen und einer Gesamtdauer von rund 20 Minuten statt. Der Kurzfilm L’enfant au ballon entstand ebenfalls 1896. 1905 verkauften die Brüder Lumière ihr Patent vom Februar 1895 an Charles Pathé, der die Industrialisierung des Kinos dann weiterführte.
Die Brüder Lumière stellten 1907 die bereits seit 1903 entwickelten Autochromplatten für die Farbfotografie vor, die mit orangerot, grün und violett eingefärbten Stärkekörnchen aus Kartoffeln und einer Bromsilber-Gelatine-Emulsion versehen waren; die Stärkekörnchen wirken dabei als rasterartiges Filter. Das Prinzip war ursprünglich von Henri Joseph Joly 1893 entwickelt worden und basierte auf einem additiven Rasterverfahren. Die Herstellung der Autochromplatten wurde erst 1932 eingestellt, als verbesserte Fotoemulsionen auf den Markt kamen (Dreischichtenfarbfilme von Agfa, Kodak Kodachrome ab 1914 u. a.).

## Vermächtnis

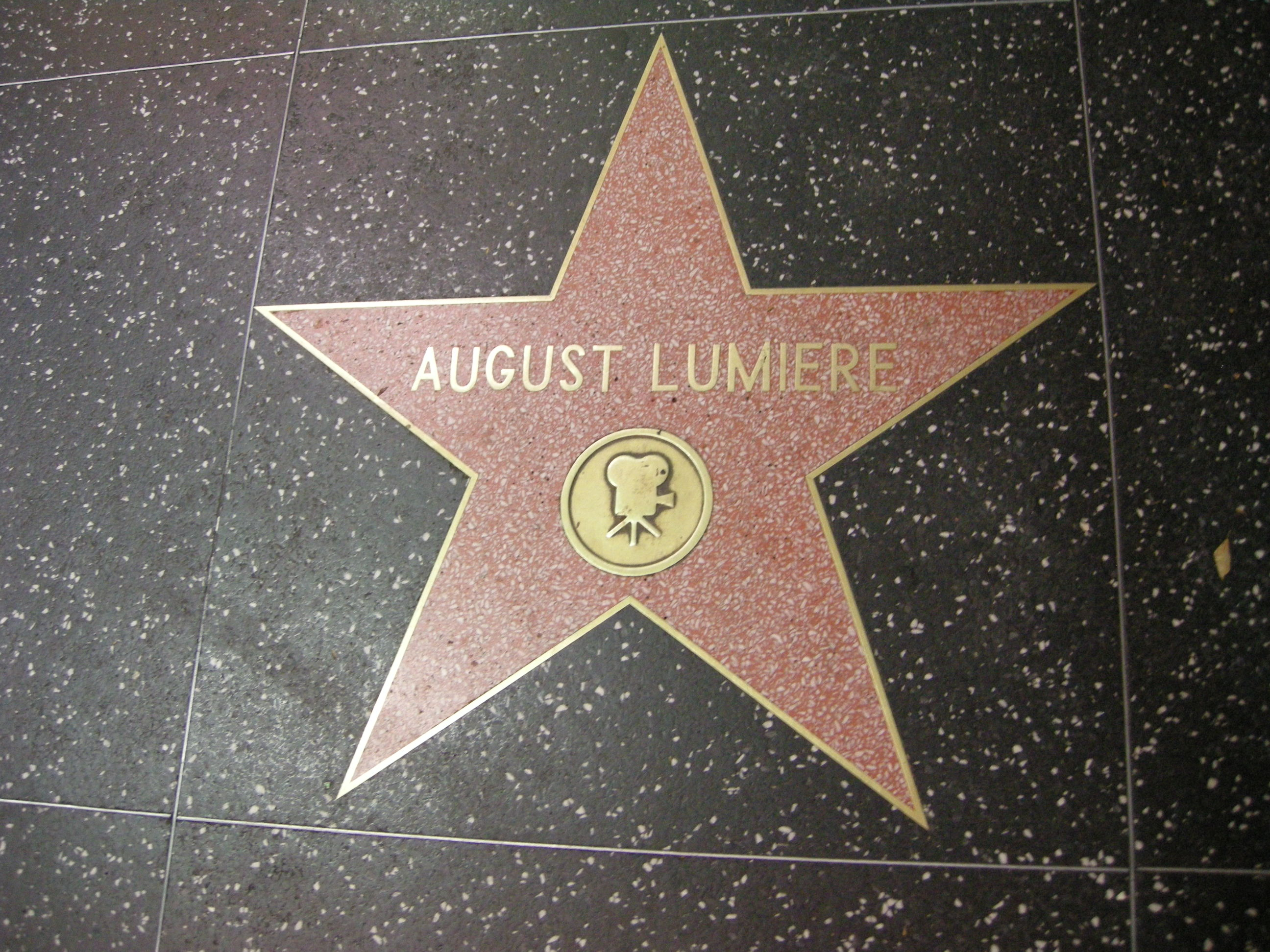
August Lumière auf dem Hollywood Walk of Fame

Eine Sammlung von 1405 Werken, die von Louis und Auguste Lumière hergestellt wurden bzw. ihnen zugeschrieben werden, wurde im Jahr 2005 zum Weltdokumentenerbe erklärt. Ihnen zu Ehren trägt der Lumière Peak in der Antarktis ihren Namen.
Das Institut Lumière befindet sich in Lyon im Stadtteil Monplaisir (8. Arrondissement). Es umfasst zwei Kinos, ein Dokumentationszentrum und Bildungsräume sowie in der Villa Lumière, dem ehemaligen Wohnhaus der Brüder, ein Museum.

## Mitbewerber und Konkurrenten
Als Vorläufer des Kinofilms gelten vor allem die in rascher Folge projizierten Chronofotografien von Ottomar Anschütz.
Jean-Aimé LeRoy behauptete, im Februar 1894 vor 20 bis 25 geladenen Gästen eine Filmprojektion mit einem selbst gebauten Apparat durchgeführt zu haben.
1895 erfolgten zahlreiche Vorführungen von Bewegtbildern, beispielsweise von Thomas Armat und Charles Francis Jenkins in Washington, D.C., Woodville Latham in New York und Robert William Paul in London.
Auch die Brüder Skladanowsky, die bereits einen Monat zuvor am 1. November 1895 mit ihrem Bioskop im Berliner Variété Wintergarten eine Filmvorführung veranstalten konnten, nahmen an der Vorführung der Lumière teil.